# Wonsees
Wonsees este o comună din districtul Kulmbach, regiunea administrativă Franconia Superioară, landul Bavaria, Germania.

## Obiective turistice
- Burgul Zwernitz, din 1156.
- Parcul Sanspareil.
- Casa în care Napoleon Bonaparte a fost găzduit pentru o noapte (pe frontispiciul casei se află o placă comemorativă).

## Galerie de imagini

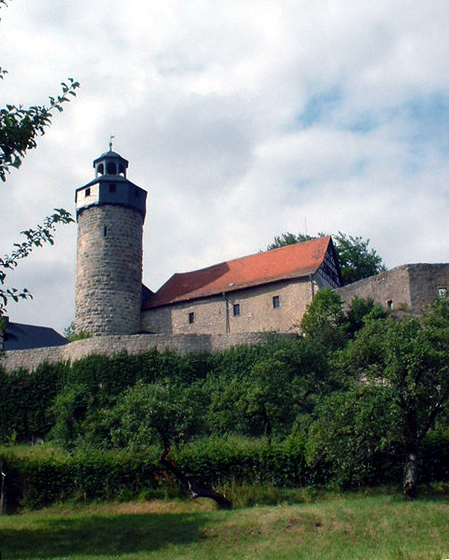
Wonsees - Burgul Zwernitz (1156)
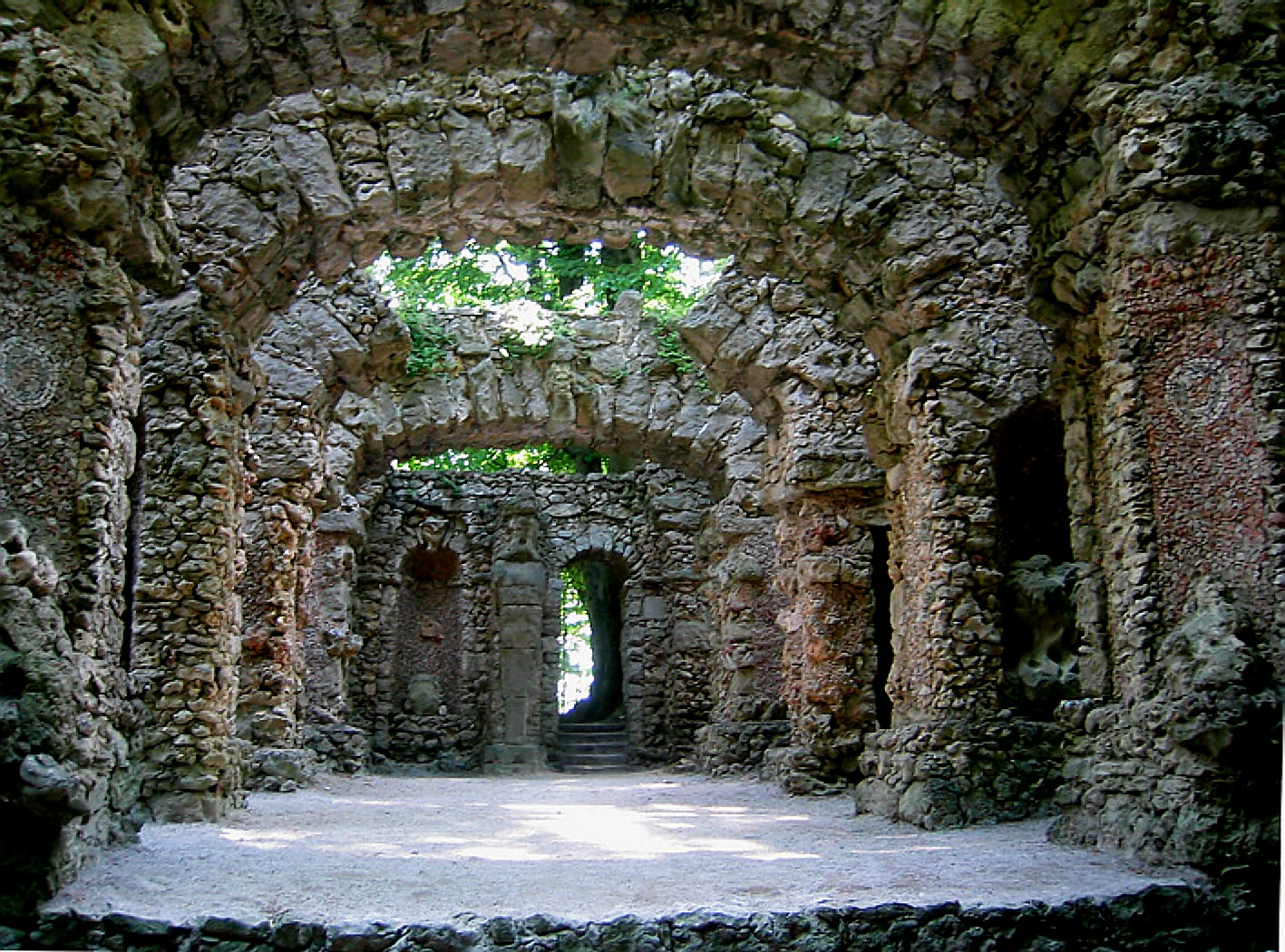
Wonsees - Sanspareil (Teatrul roman artificial)
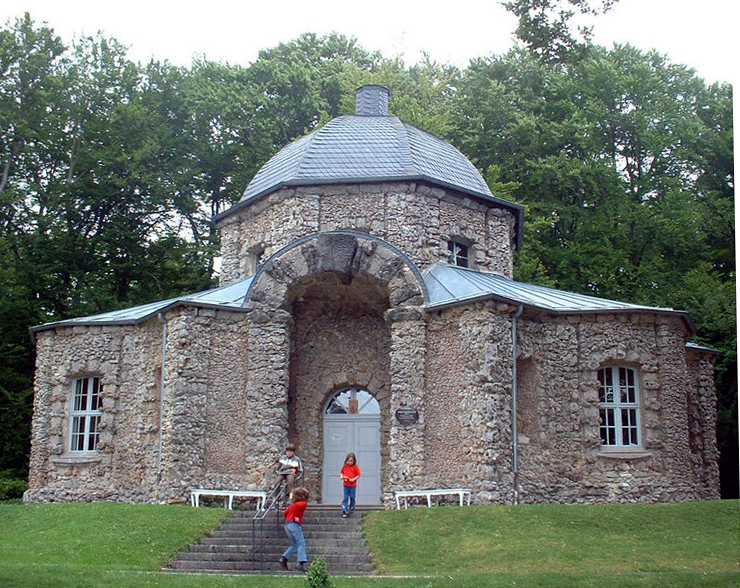
Wonsees - Sanspareil (Morgenländischer Bau)